# خط تجميع

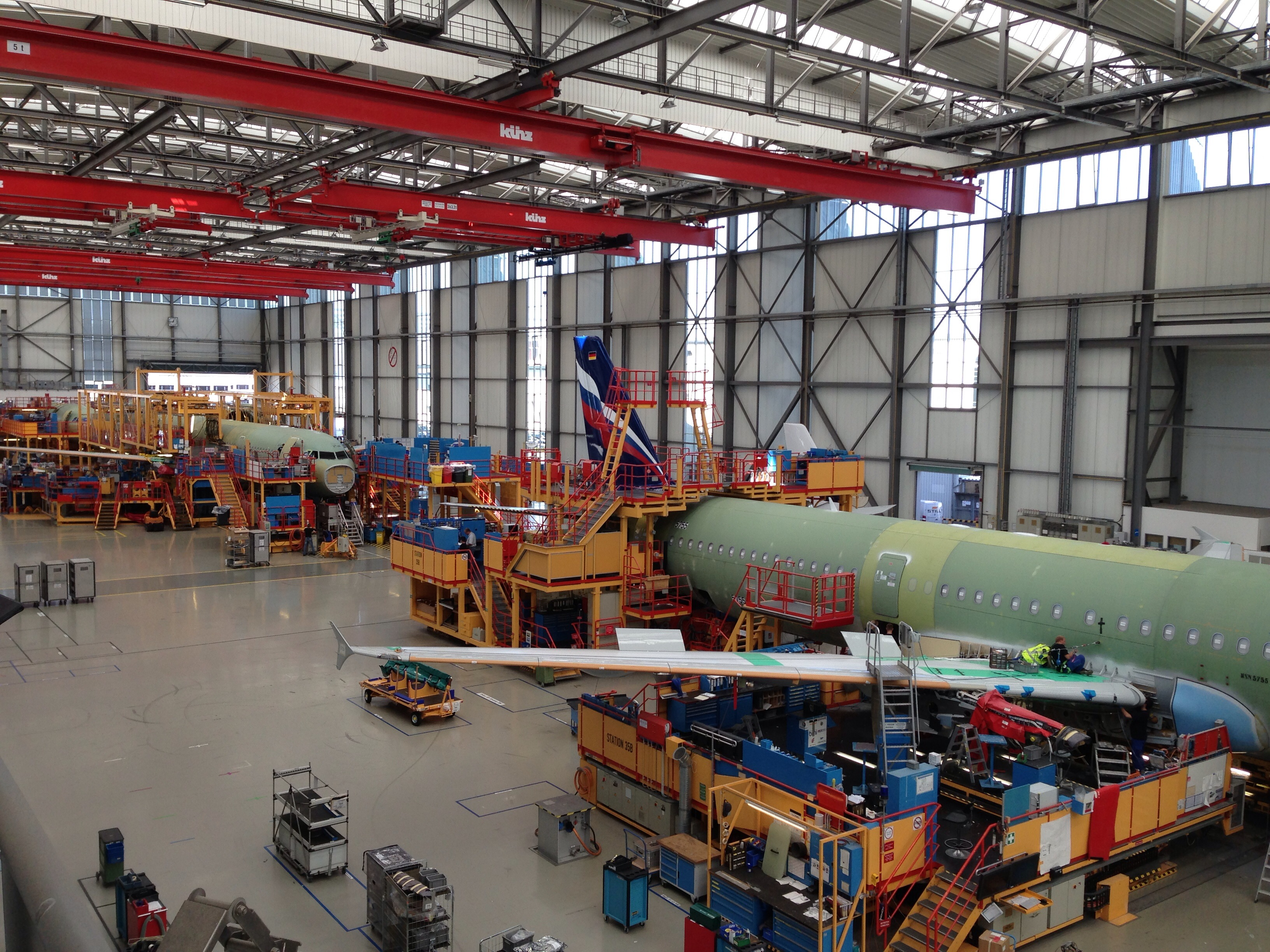
إنتاج وتجميع طائرة إيرباص A321 في قاعدة هامبورغ فينكنفيردر شمال ألمانيا

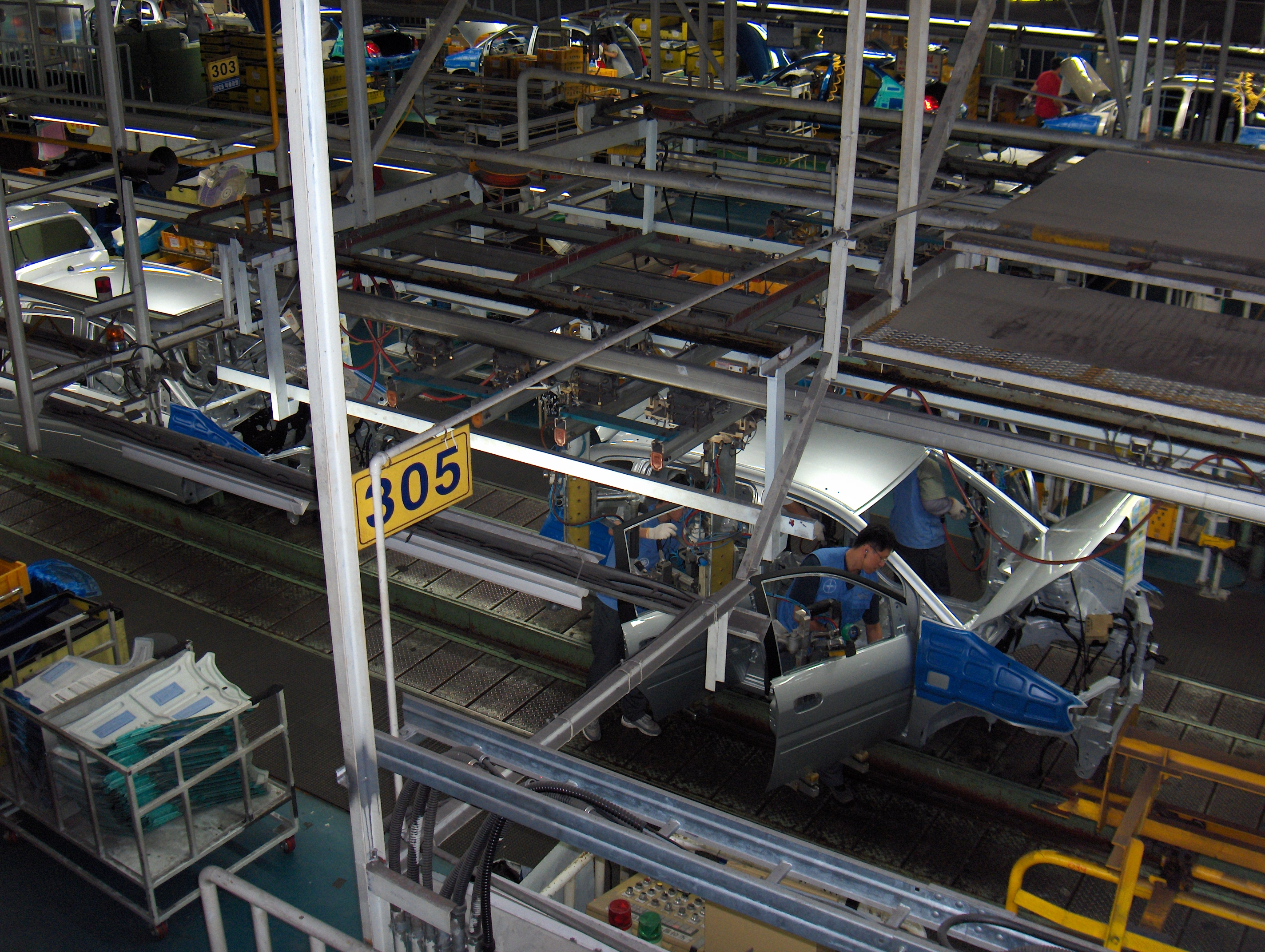
الإنتاج التسلسلي لسيارة هونداي

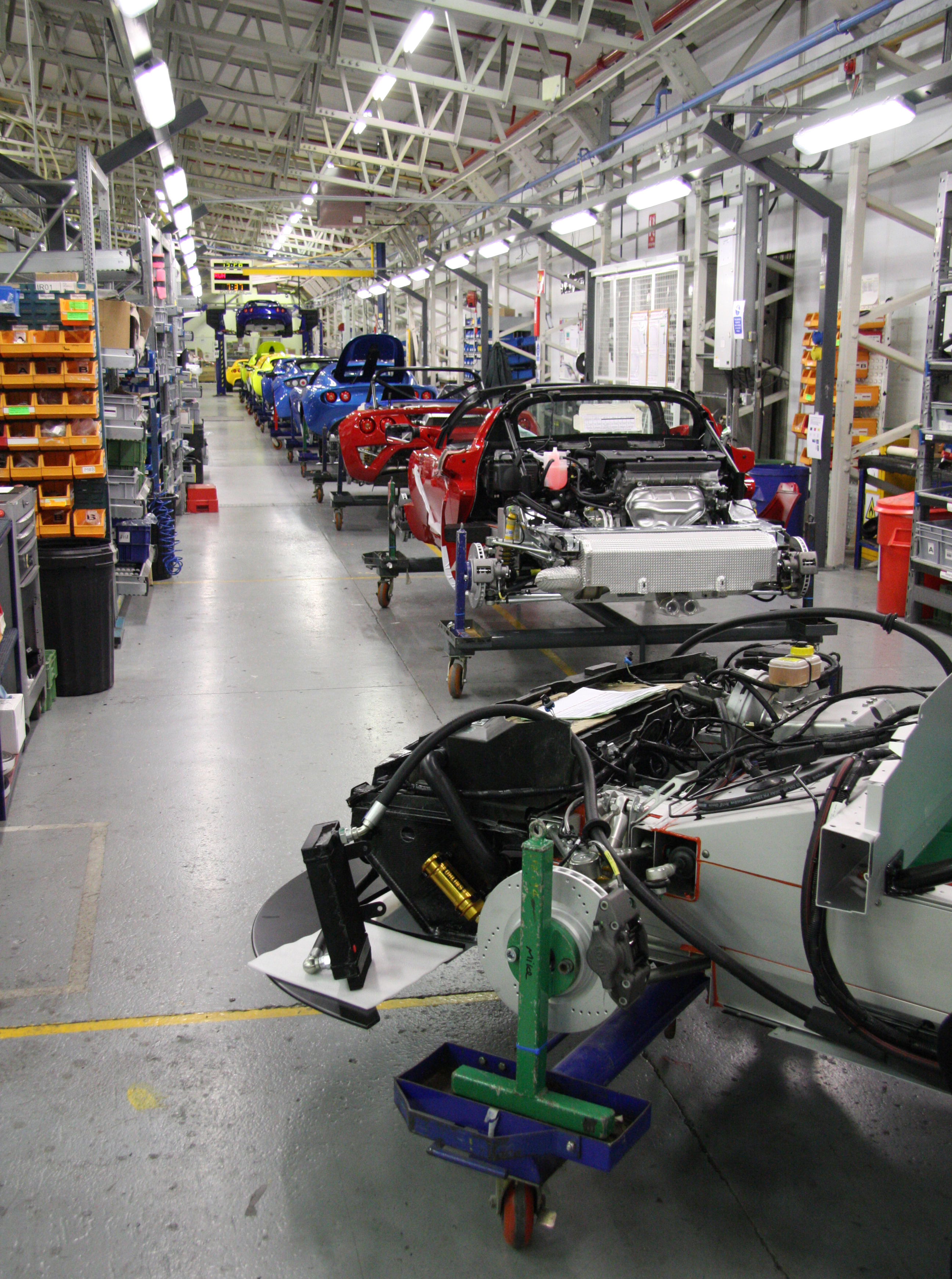
انتاج وتجميع سيارات لوتس عام 2008

خط أو خطوط التجميع هي عملية إنتاجية متقدمة، حيث يتم فيها إضافة الأجزاء القابلة للتغيير، إذ ينقل المنتج الشبه النهائي من ورشة الإنتاج إلى ورشة أخرى لتضاف هذه الأجزاء بالتتابع حتى الحصول على المنتج النهائي. بواسطة الماكينات يتم نقل الأجزاء المتبقية وكذلك المنتج الشبه النهائي من ورشة تصنيعه إلى ورشة أخرى، وهنا يمكن الإنتاج بصورة أسرع وبأقل قدر من الأيادي العاملة والآلات شبه اليدوية. خطوط الإنتاج (التجميع) هي طريقة شائعة في الصناعات المعقدة مثل السيارات، وسائل النقل، الأجهزة المنزلية والأدوات الكهربائية.
خطوط التجميع مصممة ليكون العمال والآلات في تتابع منظم. حيث يقل الجهد المبذول من العمال لأقل قدر ممكن. ففيه يتم حمل جميع الأجزاء والمكونات بواسطة ناقلات أو ماكينات مثل الرافعات الشوكية. دون الحاجة للنقل بالشاحنات. ويتم الرفع الثقيل عن طريق الرافعات الشوكية أو رافعات الكرين. حيث يقوم كل عامل بدور واحد بسيط. وبحسب هنري فورد فإن مبادئ التجميع هي:
1. ضع الآلات والعمال في نفس تتابع عملية التصنيع، حيث يسافر كل مكون أقل مسافة ممكنة أثناء عملية التصنيع.
2. استخدم المزلاجات أو أي نوع آخر من الحوامل بحيث يضيع العامل المنتج النهائي حيثما يعمل، وإن كان ممكنا ليكن هناك ماسك بحيث يضع الجزء أمام العامل التالي.
3. استخدام المزلاجات في خطوط التجميع يُمكّن التوصيل لمسافات مناسبة.[1]

## مثال بسيط

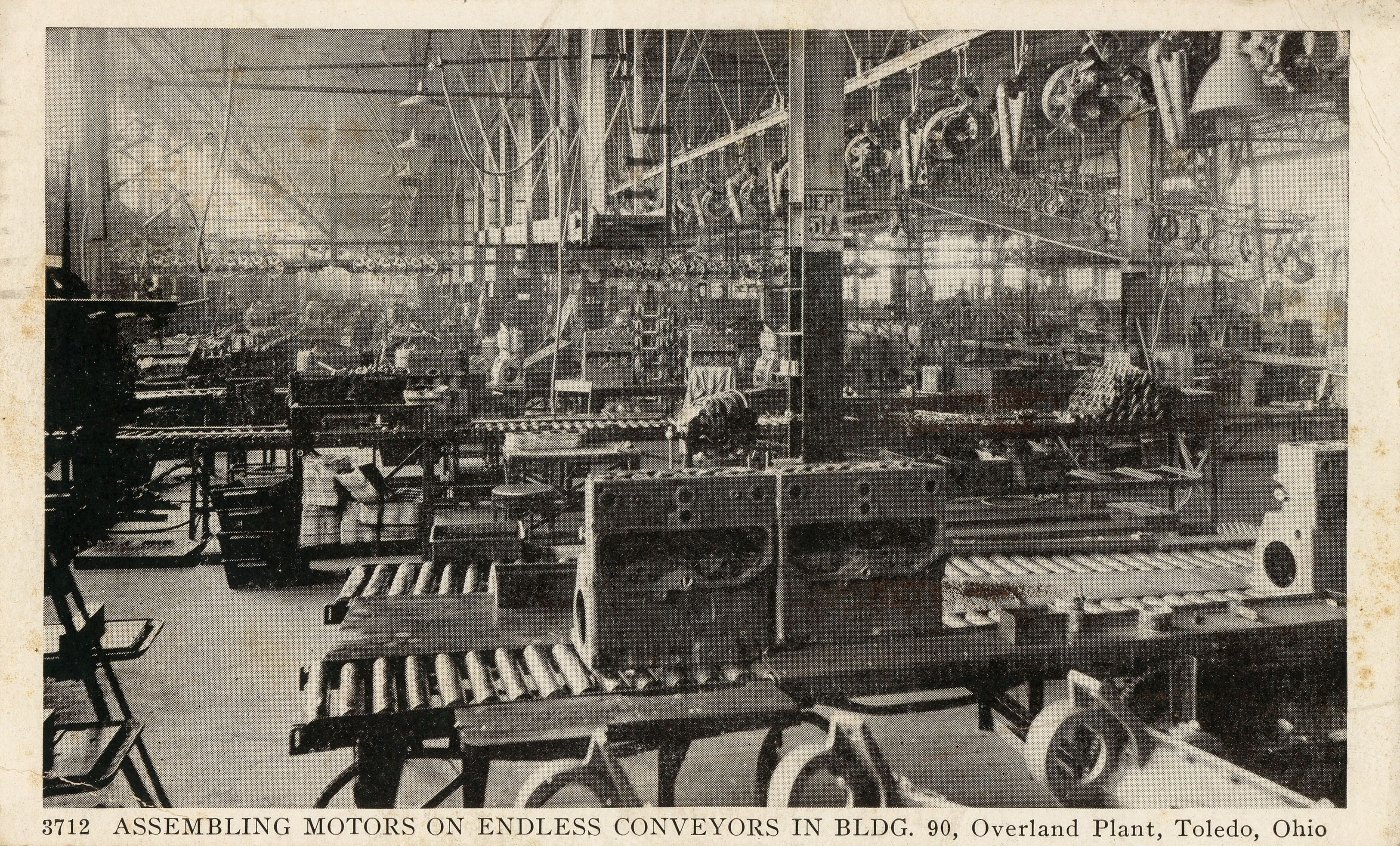
صورة ملائمة للمقال

في تصنيع السيارت: لنقدر الوقت الوقت اللازم في عملية التجميع لتركيب الموتور والكابوت والعجلات (بنفس الترتيب، بالإضافة للخطوات البينية) فقط واحدة من تلك الخطوات يمكن إنجازها في المرة الواحدة. في الصناعات التقليدية، لو ان تركيب المحرك يستغرق 20 دقيقة، تركيب الكابوت يستغرق 15 دقيقة، وتركيب الأطارات يستغرق 10 دقائق. فأن تكوين السيارة يستغرق 35 دقيقة.
أما في خط التجميع يتم تقسيم عملية التجميع إلى محطات عديده. تعمل تلك الوحدات في نفس الوقت. عندما تنتهي محطة من عملها في السيارة، يتم تمرير السيارة للمحطه التاليه.وبأمتلاك ثلاث محطات، وبعدد كلي 3 سيارات في نفس الوقت، تكون كل سيارة في مرحله ما في عملية التجميع.

بعد الأنتهاء من السيارة الأولى، طاقم تنزيل الموتور يبدأ العمل على سيارة أخرى.
وأثناء ذلك تكون السيارة قد انتقلت إلى طاقم تركيب الكابوت وثبتته بالفعل، وكذلك طاقم تركيب الأطارات.
وبعد الأنتهاء من تركيب موتور السيارة الثانية، تنتقل السيارة إلى محطة تركيب الكابوت. وفي نفس الوقت يبدأ العمل على موتور السيارة الثالثه، وبعد الأنتهاء يتم نقله إلى محطه تركيب الكابوت وهكذا بالتكرار.
بأفتراض عدم هدر الوقت عند نقل السيارة من محطه لاخرى، تكون أطول مرحله في عملية تجميع السيارة هي العملية المحدده للطاقه الأنتاجيه (20 دقيقة بالنسبة لتركيب الموتور).
وبذلك يكون الوقت المستهلك لأنهاء سيارة واحده هو 20 دقيقة، بمجرد الأنتهاء من السيارة الأولى والتي تستغرق 35 دقيقة.

## تاريخياً
قبل الثوره الصناعية كانت الصناعة تعتمد في الأساس على العامل البشري فقط.
فقط حِرفي واحد أو مجموعة من الحرفيين سينتجون كل جزء من المنتج، بحيث يستخدمون كل ما يملكون من امكانيات ومعدات في إنتاج الأجزاء المستقله. بحيث يجمعوا تلك الأجزاء في النهاية للحصول على المنتج النهائي، وبعد ذلك يقوموا بالتجربة والتعديل لملائمه تلك الأجزاء بحيث تعمل بتناغم مع بعضها.
لقد مارست الصين تقسيم العمل منذ قديم الزمان، حين كانت الدولة تحتكر صناعة الأدوات الزراعيه، والصناعات العسكريه. ذلك قبل ان تصل تلك الفكرة إلى اوروبا بقرون، حيث بدأت في اروربا إبان الثورة الصناعيه. وقد ناقش ادم سميث تقسيم العمل في صناعة الدبابيس في كتابه (ثروة الأمم) والذي نشر عام 1776.

الترسانة الفينيسية، يعود تاريخها إلى العام 1104، كان يتم العمل فيها بتقنيه مشابهه لخطوط التجميع حيث تتحرك السفن بأتجاه القناه واثتناء مرورها بعديد من المحطات يتم تعديلها، وبقمة مجدها في بداية القرن السادس عشر، قامت الترسانة الفينسيه بتعيين حوالي 16.000 الف عامل والذين استطاعوا انجاز سفينه واحده فقط يومياً. واستطاعت تزويد نوع جديد من السفن الشراعية الضخمه، والتي اعتمدت في طريقة صناعتها نفس اساسيات خطوط التجميع، وعلى الرغم من ان الترسانة الفينيسية استمرت حتى بداية الثورة الصناعيه، فذلك النوع من الأنتاج لم يستمر بعدها.

## الثورة الصناعية

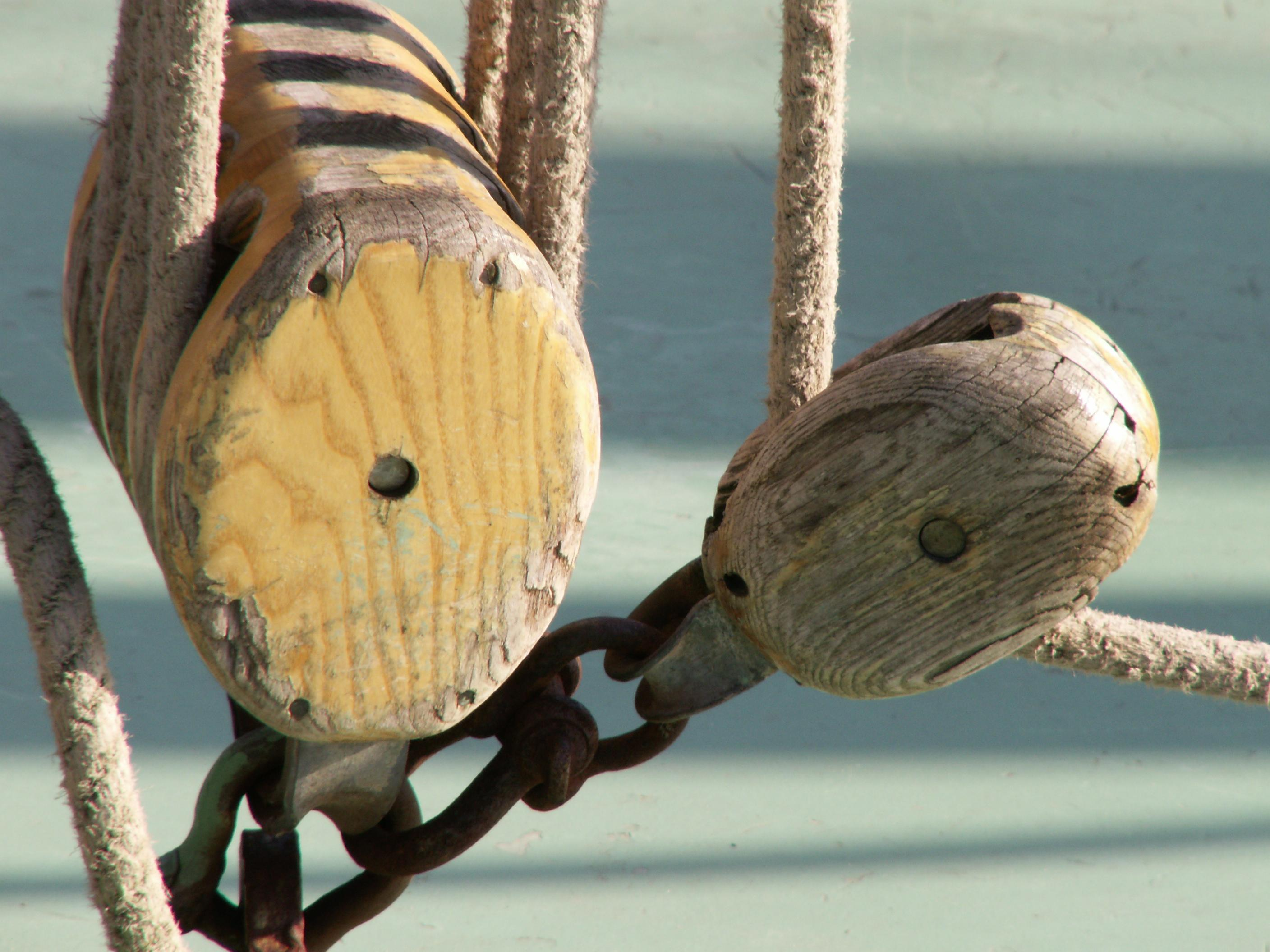
البكرة أول أداة للتصنيع الآلي في مدينة بورتسموث

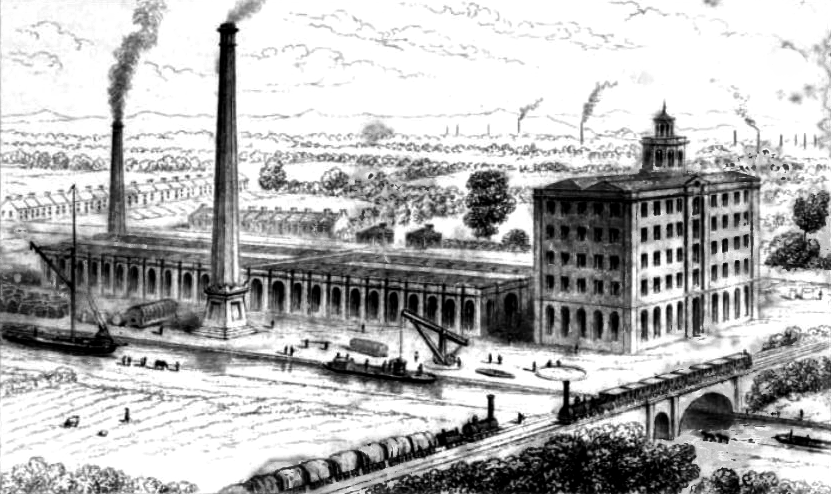
مصنع الآلات الثقيلة في سالفورد في بريطانيا تأسس عام 1836 حتى عام 1940

الثورة الصناعيه ادت إلى تنوع كبير في الصناعات والأختراعات. العديد من الصناعات صناعة المنسوجات، الأسلحة الناريه، الساعات، الآلات التي تجرها الأحصنة، القطارات، وآلات الخياطه والعجلات.
حيث ظهر تطور ملحوظ في آلات الصناعة، وادوات النقل، وكذلك التجميع اثناء القرن التاسع عشر.

على الرغم من ان مبادئ الهندسة الصناعية واللوجيستيه لم تكن موجوده بعد..
طاحونة الدقيق التي اخترعها اوليفر ايفانز عام 1785، والتي سماها روي عام 1785 بداية (نظم مناولة المواد). حيث استخدم ايفانز رافعه اوعيه ذات حزام جلدي، سلسلة نقل لولبيه، وسير القنب والعديد من التقنيات التي سهلت عمل الدقيق اوتوماتيكياً.
ربما أول مثال على خطوط التجميع كان في مباني طواحين بورتسموث.التي تم بنائها بين عامي 1801 و1803. قام مارك برونيل بمساعدة هنري مودسلاي وآخرين من تصنيع 22 نوع من الماكينات لتصنيع اجزاء الصواري للجيش الملكي. كانت تلك الصناعة رائجة ستينات القرن الماضي، وما زالت تلك الورش موجود في مورتسموث حتي وقتنا هذا، محتفظه ببعض ماكيناتها الأصليه.
واحد من اقدم الأمثلة على نظام التصنيع الحالي، والذي كان مصمم لتسهيل النقل والتحكم بالخامات. كان مسبكة بريدج وواتر، كانت اراضي المصنع محاطه بقناة بريدج وواتر وكذلك سكك حديد ليفربول ومانشستر. حيث كانت المباني مصطافه عي جوانب خطوط السكك الحديديه لتقوم بنقل الأعمال من مبني لآخر. وكانت تستخدم رافعات الكرين في نقل ورفع الأعمال الثقيله. والتي بلغ وزنها احيانا عشرات الأطنان. ومرالعمل بمراحل متسلسله لأنشاء الشكل النهائي للمنتج.
أول خطوط تجميع متدفقه بدأت في مصنع ريتشارد جاريت وسونز ليستون في المقاطعة الانجليزيه سيفولك لأنتاج المحركات البخاريه. كان يطلق على التجميع وقتها (الورشة الطويلة) والتي كانت تعمل بكامل طاقتها عام 1853.

كان المرجل يُجلب من المسبكة ويوضع عند بداية خط التجميع، وكلما تقدم خلال المباني، كان يقف في العديد من المحطات لتتم إضافة اجزاء جديدة، من الجزء العلوي من المباني حيث كان يتم صناعة الأجزاء الأخرى وكانت الأجزاء الخفيفه تهبط من خلال الشرفات ليتم تثبيتها على الماكينة في المستوى الأرضي. وعندما تصل الماكينة إلى نهاية الورشة، تكون قد اكتملت.

## الأجزاء القابلة للتغير
في بدايات القرن التاسع عشر زاد التطور في الأدوات الميكانيكيه مثل: المخرطه اللولبيه، والمسطح المعدني، واستخدام المخارط والمكابس وكذلك آلات التحكم والمثبتات اكملت المتطلبات الأساسيه لاجل خطوط التجميع الحديثه عن طريق جعل الأجزاء القابله للتغير حقيقه.

## استخدام النلاقلات الكهربية والبخارية أواخر القرن التاسع عشر
في الربع الأخير من القرن ال 19 بدأ استخدام الرافعات البخاريه لتحميل وتنزيل حمولة السفن. حوالي عام 1885 اظهر هونشيل (Hounshell) رسمة توضيحيه لناقله كهربائية مستخدمه في نقل العلب في خط تعبئه خاص بمصنع تعليب.
في الولايات المتحده، يعتقد بأن صناعة تعبئه وتغليف اللحوم بشيكاغو هي أول أحد خطوط التجميع المستخدمه في الولايات وذلك كان عام 1867.
حيث كان يقف العمال في اماكن محدده ويقوم نظام سيور بجلب قطع اللحم لكل عامل كي ينهي مهمته. وقد كتب هنري فورد واخرين عن تأثير طريقة عمل تلك المجازر على تطوير صناعات شركة فورد للمحركات.

## القرن العشرون
طبقاً لكتاب «ميتشجان الأمس واليوم» ألفه روبرت دوم.ان خطوط التصنيع الحديثة ومبادئها الأساسيه منسوبة إلى رانسوم اولدز، والذي استخدمها لبناء
أول خط إنتاج سيارات. سيارات الودز ذات اللوحة الأماميه المقوسه.
سجل اولدز فكره خطوط التجميع كبراءة اختراع، والذي استخدمه في العمل في مصانع شركه اولدز لمحركات المركبات.
هذا التطور تخطاه هنري فورد، والذي أتم فكرة خطوط التجميع بأيجاد الأحزمة الناقلة، والتي مكنته من إنتاج الموديل تي في 93 دقيقة فقط للسيارة الواحده.
خط التجميع الذي انتجه هنري فورد لأجل الموديل تي بدأ العمل عام 1913, وهو الذي احدث تغييراً كبيراً على مستوى العالم.

حجر الأساس في مبدأ خط التجميع وضعته شركه فورد لمحركات عن طريق «وليليام كلان» بعد عودته من زياره «مجزر سويفت» بولاية شيكاغو بعدما رأى ما أطلق عليه «خطوط التفكيك». حيث كانت تذبح الجثة وتقطع طوال حملها على ناقلات. حيث اسرته موهبة العمال على قطع نفس الجزء من الجثة مرارا وتكرارا.
قام وليام بتوثيق الفكرة وابلاغها ل بيتر مارتن، والذي أصبح بعدها بقليل رئيس بشركه فورد اعترته الشكوك حول تلك الفكرة وقتها لكنه اخبره بأن يستمر.
العديد ادعوا انهم اخبروا الفكرة لهنري فورد، ولكن وحي كلان المقتبس عن المجزر موثق جيدا في ارشيفات متحف هنري فورد واماكن أخرى مما جعله مساهم رئيسي في فكرة خطوط تجميع السيارات.
تطروت الفكرة عن طريق وضعها للأختبار والتجربة بفريق تم تكوينه من بيتر مارتين «رئيس الشركة» ومساعده تشارليز سورينسن، هارولد ويلس مصمم وصانع الأدوات، كلارنس افري، تشارلز ابندر، وجوزيف جلامب.
بعض من اساسيات ذلك التطوير ساهم فيها تقيير وتطوير اآلات والذي كان رائده والتر فلاندرز حتي عام 1908 بشركه فورد.
في عام 1922 كتب فورد (تحت اسمه المستعار كروثر) قائلا عن خط التصنيع الذي انشأه عام 1913:
"اعتقد بأن هذا هو أول خط متحرك تم عمله، الفكرة جاءت من المزلاج المتحرك الذي استخدمه عمال التغليف بمصانع تعبئة اللحوم بشيكاغو"
تشارلز سورينسن، في مذكراته عام 1956 والتي صدرت تحت عنوان «اعوامي الأربعين مع فورد»، قدم نوع جديد من التطوير والذي لا يتحدث عن الأختراعات الفردية كما يتحدث عن التطوير التدريجي والمنطقي للهندسة الصناعيه يقول:

" ما كان يحدث في فورد كان عباره عن منتج العمل من عامل لآخر حتي يصبح المنتج وحده واحده، وبعد ذلك يتم تنظيم تلك الوحدات في الوقت والمكان المناسب للاتجاه نحو خط تجميع لتكون تلك الوحدات المنتج النهائي. بغض النظر عن الاستخدامات الأولى لتلك الوسائل، الا ان التتابع والنمو في الأنتاج الضخم للسيارات نشأ عن ما حققناه في شركه فورد للسيارات بين عامي 1908 و1913، اذ اعُتُبرَ هنري فورد هو اب الأنتاج الشامل، لكنه لم يكن، فقد كان فقط راعياً وممولاً له"
وكنتيجه للتطوير في الوسائل، أصبحت فورد للسيارات تغرد خارج السرب بأنتاج سيارة كل 3 دقائق.وكان ذلك المعدل اسرع بكثير من الطرق السابقه، حيث زاد الأنتاج ثمانية اضعاف (ما تطلب من الرجل عمله في 12.5 ساعه من قبل، أصبح يستغرق فقط ساعه واحده و33 دقيقة) مع تقليل عدد العمال. فقط كانت إستراتيجية ناجحه الا ان دهان السيارات أصبح المعضلة الكبري حيث لم يكن يجف بسرعه ليجاري الأنتاج، مما دفع الشركة إلى التخلي عن الألوان التي كانت تنتجها قبل عام 1914، حتى تم اكتشاف دهان الدوكو سريع الجفاف عام 1926.
ان خط التجميع كان الجزء المتمم لأنتشار السيارات في في المجتمع الأمريكي.
فتقليل التكلفة الأنتاجية ادى إلى تقليل سعر الموديل تي لتقع في متناول الطبقة الوسطى من سكان الولايات المتحده.ففي عام1908 كانت تكلفه السيارة من الموديل تي 825 دولار أمريكي وبحلول عام 1912 انخفض سعرها ليصل إلى 575 دولار. وفي عام 1914 أصبح بأمكان العامل في خط التجميع شراء الموديل تي فقط بمرتب أربعة أشهر.
كانت اجراءات السلامة التي اتبعها هنري فورد –خاصة بالزام كل عامل بمكان محدد والتقليل من حركته- ادت وبشكل ملحوظ إلى تقليل اصابات العمل.واصبح المزيج بين كفاءة العمل ورفع الأجور يعرف بالفورديه «فورديزم»، وهو ما اتبعته باقي الشركات الكبرى. اذ صادفت كفاءة الأنتاج الناتجه عن خطوط التجميع زياده وانطلاق في الأقتصاد الأمريكي. حيث اجبرت سياسة خطوط التجميع العامل على القيام بالعمل في مكان محدد مع اقل عدد من الحركات المكرره، مما ادي لزياده الأنتاج للعامل الواحد في الوقت الذي استخدمت فيه الدول الأخرى اساليب انتاجيه اقل فعاليه.
فقد قرر هنري فورد فيمرحلة ما مقاضاة الشركات التي تستخدم خطوط التجميع –لكنه لم يفعل- مدركاً انه كانت خطوه حتميه في تطور الصناعة.
في صناعة السيارات، كان نجاح فورد مذهلا.فأنتشر بسرعة عبر العالم وافتتح فورد بريطانيا وفورد فرنسا عام 1911، فورد الدنمارك عام 1923, فورد ألمانيا عام 1925.بحلول عام 1919 أصبحت شركة فولكان ب (لانكشر) أول شركه أوروبية خالصة تعمل بخطوط التجميع. وبعدها أصبح لزاما على الشركان العمل بنظام خطوط التجميع والا فهي معرضه للإفلاس لانها لن تستطيع المنافسة. وبحول عام 1930 اختفت 250 شركه لانها لم تستطع المجاراة.
الحاجة للآلات الحربيه في الحرب العالميه الثانية دفع لأستخدام خطوط التجميع في صناعة السفن والطائرات الحربية. الآلاف من سفن الحرية تم انتاجها عن طريق إنتاج العديد من السفن الغير مكتمله وتجميعها في وقت قياسي. فبعدما كان إنتاج الولايات المتحده من الطائرات الحربيه 3.000 طائره فقط للعام 1939, استطاع صناع الطائرات الأمريكان من صنع 300.000 طائره خلال الحرب العالميه الثانية. أصبحت شركة فولتي Vultee رائده استخدام خطوط التجميع في صناعة الطائرات الحربيه، تبعتها بعدها العديد من الشركات، كما يقول ويليام كنودسون مستشار الدفاع الموطني الأمريكي: «لقد فزنا عن طريق خنقنا العدو بأنهيار انتاجهم، بالطريقة التي لم يروها أو يحلموا بها من قبل».

## تحسين ظروف العمل
في عام 1922 ذكر هنري فورد العديد من الفوائد لخط الأنتاج من ضمنها
1-لا يقوم العمال برفع الأشياء الثقيلة

2-لا يوجد عامل ينحني أو يستلقي.

3-ليس هناك الحاجة لتدريبات مخصصه للعمال.

4-هناك العديد من الأعمال التي يستطيع أي فرد ان يشغلها.

5-وفرت فرص عمل للمهاجرين.

المكاسب الأنتاجيه سمحت لفورد بزيادة اجرة الفرد من 1.5 دولار في اليوم ل 5 دولار في اليوم، بمجرد ان يتمم العامل عامه الثالث في خط التجميع. فاستمر فورد في تقليل ساعات العمل كما استمر في تخفيض سعر الموديل تي.هذه الأعمال كانت تنم عن ايثار فورد، مع هذا يقال ان فورد فعل ذلك ليمنع التغيير السريع في العمال. ففي عام 1913 عندما تم العمل بخطوط التجميع تم الكشف عن انه «عندما تريد الشركة توظيف 100 شخص، فانها تقوم بتوظيف 963 عامل»
في محاوله للتصدي للنفور الذي اوحي به فكره خطوط التجميع للعمال.

## المشاكل الاجتماعية
عند البحث وُجِد ان العديد من العمال عانوا من مشاكل مجتمعيه مثل اختلالات عقليه والشعور بالملل بسبب تكرار نفس المهمة مراراً وتكرارا طوال اليوم كل يوم.
واحد من أكبر نقاد الرأسمالية كارل ماركس، اوضح في نظرياته انه ليكون هناك قناعة بالعمل، يجب ان يرى العمال انفسهم في الأشياء التي انتجوها بحيث يجب ان تكون المنتجات «انعكاس لما يراه العمال عندما ينظرون لأنفسهم في المرآه».
من وجهه نظر ماركس ان التخصص في أعمال محدده يمنح العمال صعوبة في ادراكهم لأثر مشاركتهم في تلبية حاجات المجتمع.
ان الطبيعة المتكرره للأعمال المخصصه يخلق احساس من الأنفصال بين ما يفعله العامل طوال اليوم وبين ماهيته الحقيقيه وما يستطيع المساهمة به فعلا في الحياه.
منذ أصبح على العمال الوقوف في نفس المكان لساعات والقيام بنفس العمل مئات المرات يومياً، فان الأصابات الناتجه عن التكرار وارده تبعاً للسلامه المهنيه.
الضجيج الناتج عن الصناعة أصبح خطيراً أيضا. فحينما لا يكون الصوت مرتفع كان يُمنَع العمال من الكلام.
تشارليز باجيت العامل المحترف بمصانع LIP
اقر بأنه بالأضافه لكونهم ممنوعون من الكلام، فان العمال أيضا يمتلكون فقط 25 سم للتحرك.
فيما يحاول علم الطاقات البشرية الحد من الاصابات.